# 96P/Machholz
96P/Machholz es un cometa de período corto descubierto por el astrónomo aficionado Donald Machholz el 12 de mayo de 1986, en el pico Loma Prieta, en el centro de California, utilizando binoculares de 130 milímetros (5,1 pulgadas). 
El diámetro estimado del cometa es de alrededor de 6,4 km.
El cometa tuvo su primer acercamiento a la Tierra posterior a su descubrimiento el 6 de junio de 1986, cuando pasó a 60.397.000 km (0.40373 UA).
Su perihelio más reciente fue el 31 de enero de 2023, cuando estuvo a 0.1164254 UA del Sol. 
96P/Machholz es un cometa particular, debido a que su órbita es altamente excéntrica de 5,29 años con una distancia de perihelio más pequeña conocida entre los cuerpos de período corto, provocando que se acerque más al Sol que la órbita de Mercurio.
También es el único cometa conocido de período corto con una alta inclinación orbital y alta excentricidad. En 2007, se descubrió que el cometa estaba compuesto químicamente por carbono y cianógeno, una composición única entre los cometas con composiciones conocidas y que implicaría un origen extrasolar diferente y posible.

## Órbita
La órbita de 96P/Machholz corresponde a los grupos de cometas Arietids y Marsden y Kracht. Su parámetro de Tisserand con respecto a Júpiter, T J, es 1.94 y los cometas generalmente se clasifican como familia de Júpiter si TJ > 2. Las integraciones orbitales indican que TJ era mayor que 2 hace unos 2500 años. 96P/Machholz se encuentra actualmente en una resonancia orbital de 9:4 con Júpiter. No hará otro acercamiento cercano a la Tierra hasta 2028, cuando pasará a una distancia de 0.31972 UA (47.829.000 km). Eventualmente puede ser expulsado del sistema solar.
96P/Machholz tiene un perihelio (aproximación más cercana al Sol) de 0,124 UA (18.600.000 km). En el perihelio, el cometa Machholz pasa por el Sol a 420.000 kilómetros por hora. Se acerca más al Sol que cualquier cometa numerado de menos de 321P/SOHO.

## Observaciones

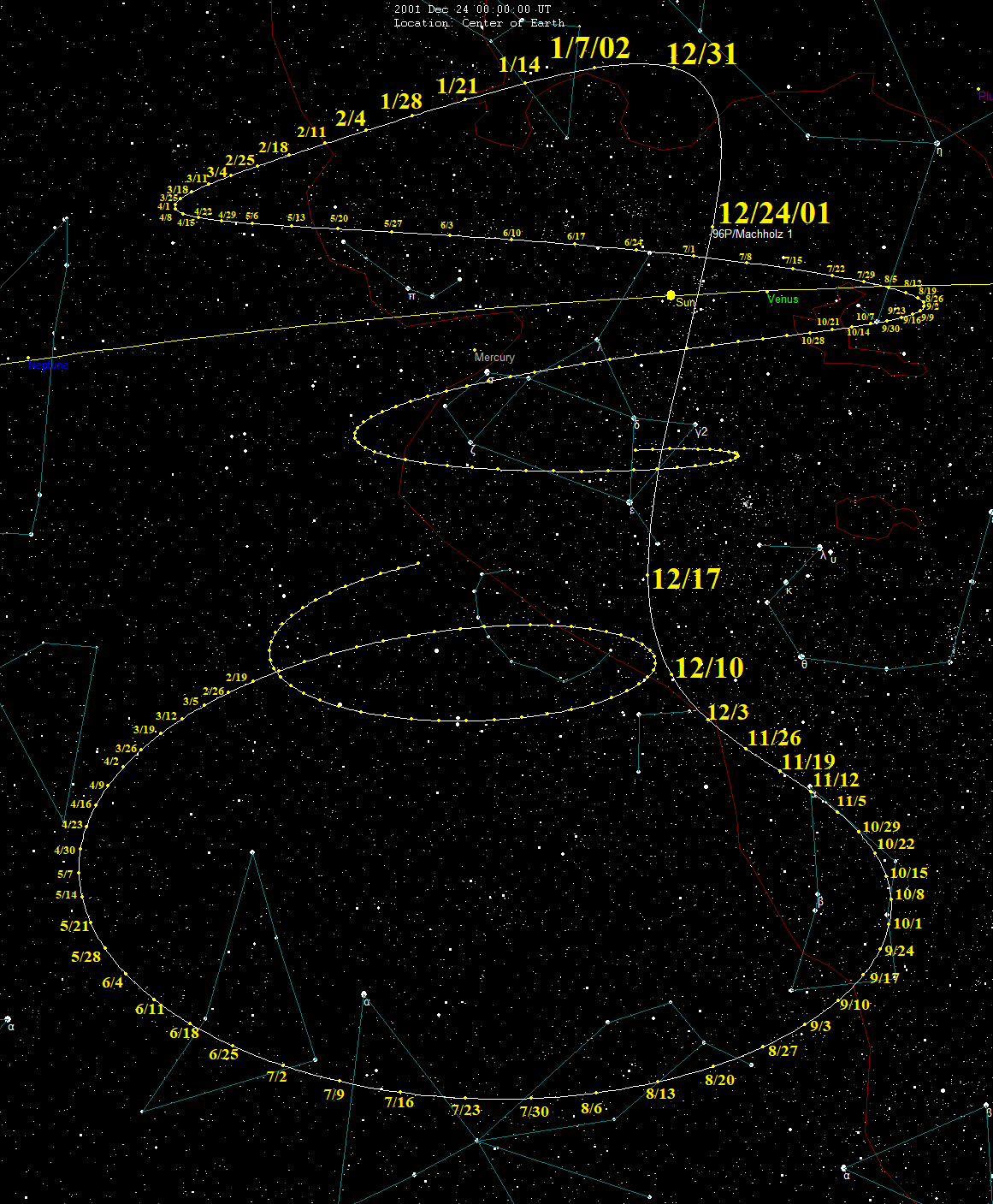
Mapa estelar del perihelio 2001/2002

Machholz 1 entró en el campo de visión del Observatorio Solar y Heliosférico en órbita (SOHO) en 1996, 2002, 2007, 2012 y 2017, donde fue visto por el instrumento LASCO de observación de la corona en sus coronógrafos C2 y C3.

### Perihelio 2001/02
Durante el paso de 2001/2002, el cometa se iluminó a magnitud -2, y fue muy impresionante visto por SOHO.

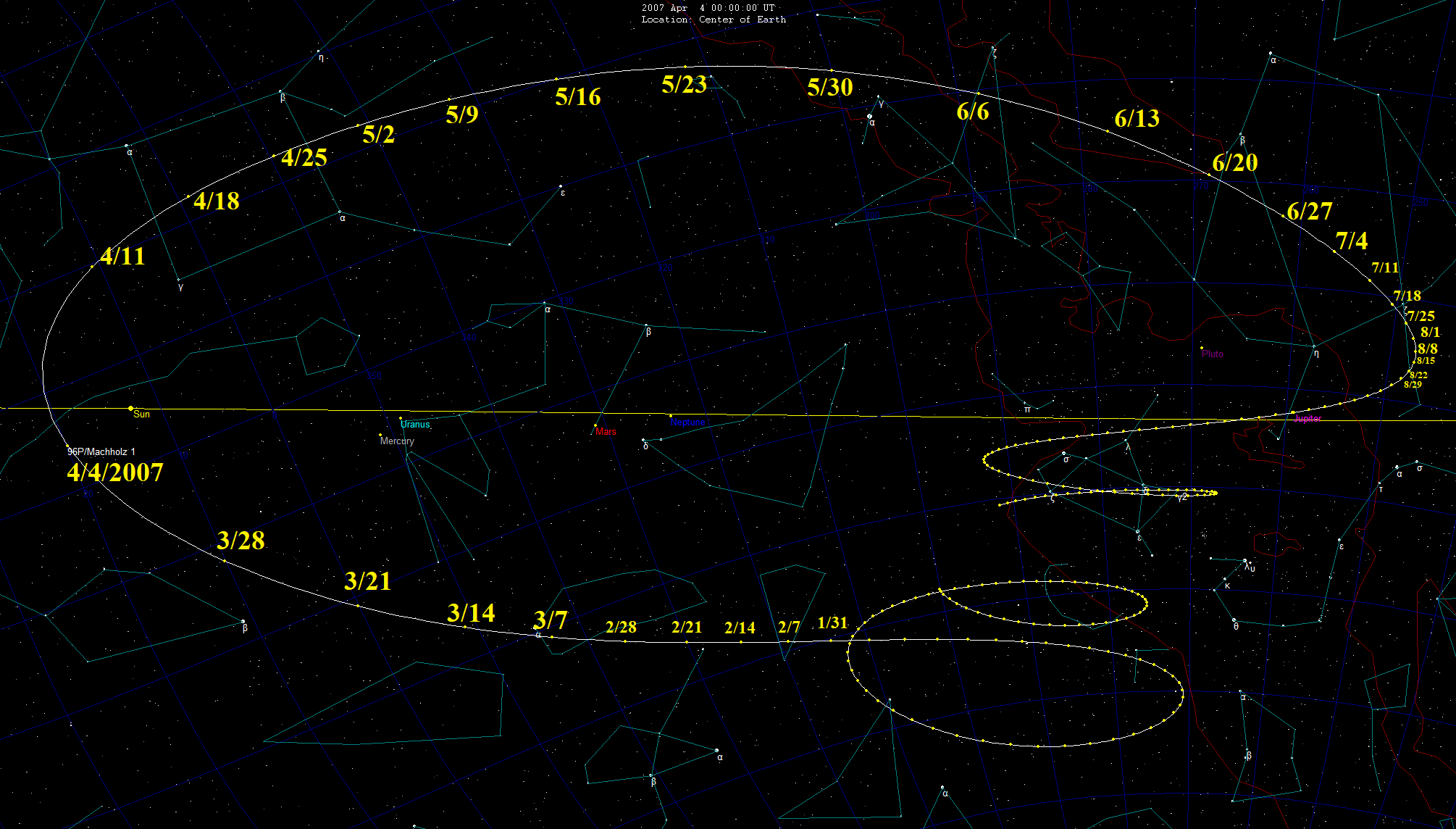
Mapa estelar del perihelio de 2007

### Perihelio de 2007
En 2007, apareció en el campo de visión del LASCO C3 de SOHO del 2 al 6 de abril, alcanzando su punto máximo de brillo el 4 de abril de 2007, alrededor de magnitud +2. En estas observaciones, su coma era sustancialmente más pequeña que el Sol en volumen, pero la dispersión frontal de la luz hizo que el cometa pareciera significativamente más brillante. 
Se cree que el cometa SOHO 2333 es un fragmento de Machholz que se desprendió durante el perihelio de 2007. Fue descubierto por el astrónomo aficionado indio Prafull Sharma en agosto de 2012 mediante el análisis de datos del Observatorio Solar y Heliosférico, específicamente el Gran Ángulo y el Coronógrafo Espectrométrico. El análisis de datos de este tipo se ha convertido en un lugar común basado en la disponibilidad pública de imágenes SOHO. Sharma se convirtió en el tercer indio en haber descubierto un cometa de esta manera.

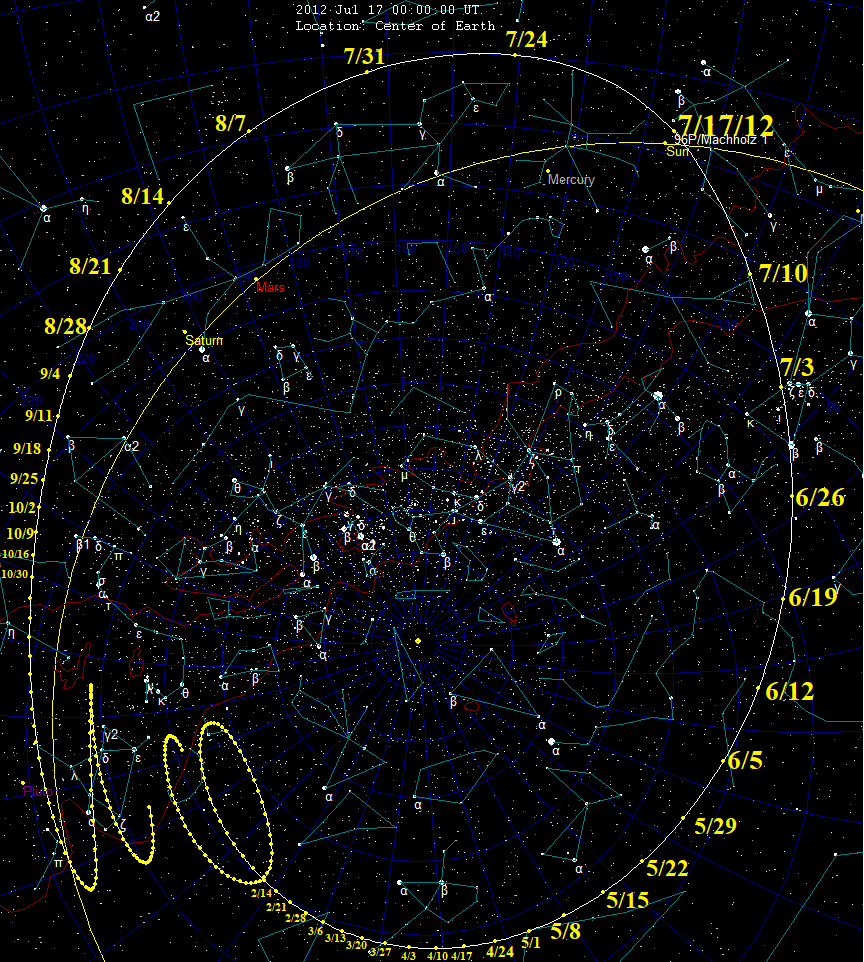
Mapa estelar del perihelio de 2012

### Perihelio de 2012
Entre el 12 y el 17 de julio de 2012, 96P/Machholz fue visible en el campo de visión SOHO LASCO/C3 y se espera que se ilumine a aproximadamente magnitud +2. Se detectaron dos pequeños fragmentos débiles de 96P/Machholz en las imágenes SOHO C2. Los fragmentos estaban cinco horas por delante de 96P/Machholz, y probablemente fragmentados del cometa durante el paso del perihelio de 2007.

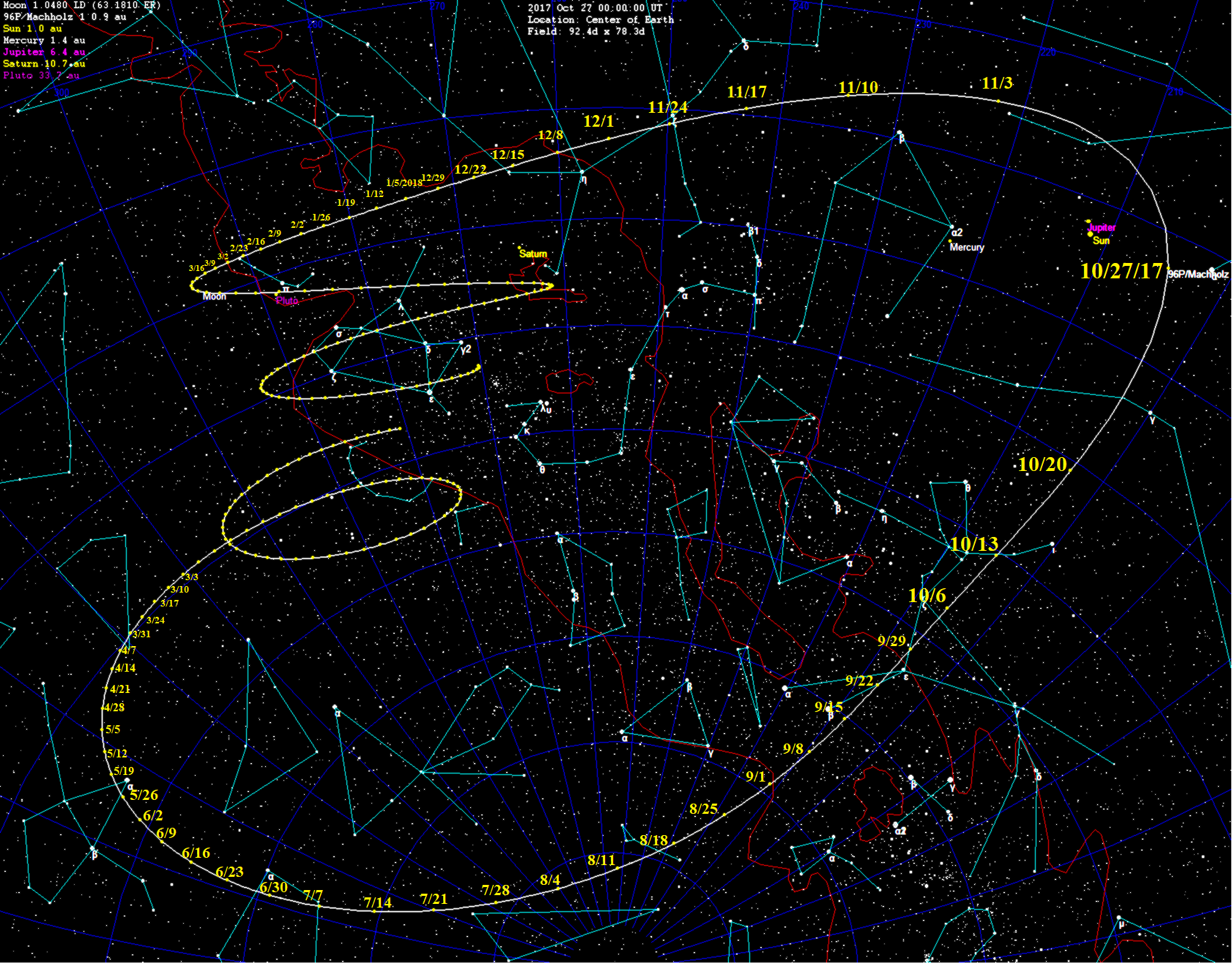
Mapa estelar para el perihelio de 2017

### Perihelio 2017
El perihelio de 2017 fue el 27 de octubre de 2017. En su aproximación más cercana, pasó 0.12395 UA (18,543,000 km; 11,522,000 mi) del Sol. Los coronógrafos en SOHO estaban monitoreando el sobrevuelo por quinta vez. Se esperaba que su brillo máximo fuera de aproximadamente 2.0, cuando estaba más cerca del Sol.

## Composición inusual
El análisis espectrográfico de la coma de 96P/Machholz se realizó durante su aparición en 2007, como parte del programa de observación a largo plazo de la composición de cometas del Observatorio Lowell. Cuando se comparan con las abundancias medidas de cinco especies moleculares en las comas de los otros 150 cometas en su base de datos, estas mediciones mostraron que 96P/Machholz tienen muchas menos moléculas de carbono. Estos otros cometas tenían en promedio 72 veces más cianógeno que 96P/Machholz.
El único cometa visto previamente con un agotamiento similar tanto en moléculas de cadena de carbono como en cianógenos es C/1988 Y1 (Yanaka), pero tiene una órbita sustancialmente diferente. 
Actualmente existen tres hipótesis para explicar la composición química de 96P/Machholz. Una hipótesis para la diferencia es que 96P/Machholz fue un cometa interestelar de fuera del sistema solar y fue capturado por el Sol. Otras posibilidades son que se formó en una región extremadamente fría del sistema solar (de modo que la mayor parte del carbono queda atrapado en otras moléculas). Dado lo cerca que se acerca al Sol en el perihelio, la cocción repetida por el Sol puede haber despojado la mayor parte de su cianógeno.